# 아봇-카마이 나 팡아라프
《아봇-카마이 나 팡아라프》(필리핀어: Abot-Kamay na Pangarap)는 2022년 방영된 필리핀의 텔레비전 드라마이다.